# Padlany

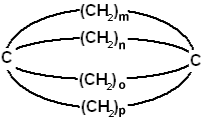
Wzór ogólny padlanu

Padlany – to tricykliczne cykloalkany, w których strukturze dwa zwornikowe atomy węgla są połączone ze sobą czterema mostkami alifatycznymi.

## Nomenklatura
Nazwy prostych padlanów mają formę [k.l.m.n]padlan, gdzie k, l, m i n są liczbami naturalnymi (jedna z nich może być zerem – patrz propellany) mówiącymi ile grup CH2 oddziela w danym mostku zwornikowe atomy węgla. I tak np.: [1.2.3.4]padlan to związek, w którym zwornikowe atomy węgla łączą mostki: metylenowy, etylenowy, propylenowy i butylenowy.

## Przykładowe związki

[1.1.1.1]padlan

Ciekawym przedstawicielem padlanów jest [1.1.1.1] padlan, związek, w którym dwa zwornikowe atomy węgla są połączone czterema mostkami metylenowymi. W związku tym oba zwornikowe atomy węgla mają nietypową, sprzeczną z hipotezą Van't Hoffa i Le Bella odwróconą geometrię czworościenną.
Podrodziną padlanów, w której jedno z wiązań mostkowych łączy ze sobą bezpośrednio zwornikowe atomy węgla są propellany. Można je określić jako [0.k.l.m]padlany (gdzie k, l, m = 1, 2...).
1. H. Dodziuk, Modern Conformational Analysis: elucidating novel exciting molecular structures, VCH Publishers, New York, 1995 (ISBN 0-471-18611-2)